# Communauté de communes des Portes de Vassivière
La communauté de communes du Pays des Portes de Vassivière est une communauté de communes française, située dans le département de la Haute-Vienne, en région Nouvelle-Aquitaine.

## Histoire
Créée le 30 décembre 2003, la communauté de communes des Portes de Vassivière s'est agrandie le 15 décembre 2008 avec l'arrivée de la commune d'Augne.

## Territoire communautaire

### Géographie
Située à l'est  du département de la Haute-Vienne, la communauté de communes des Portes de Vassivière regroupe 12 communes et présente une superficie de 364,2 km2.

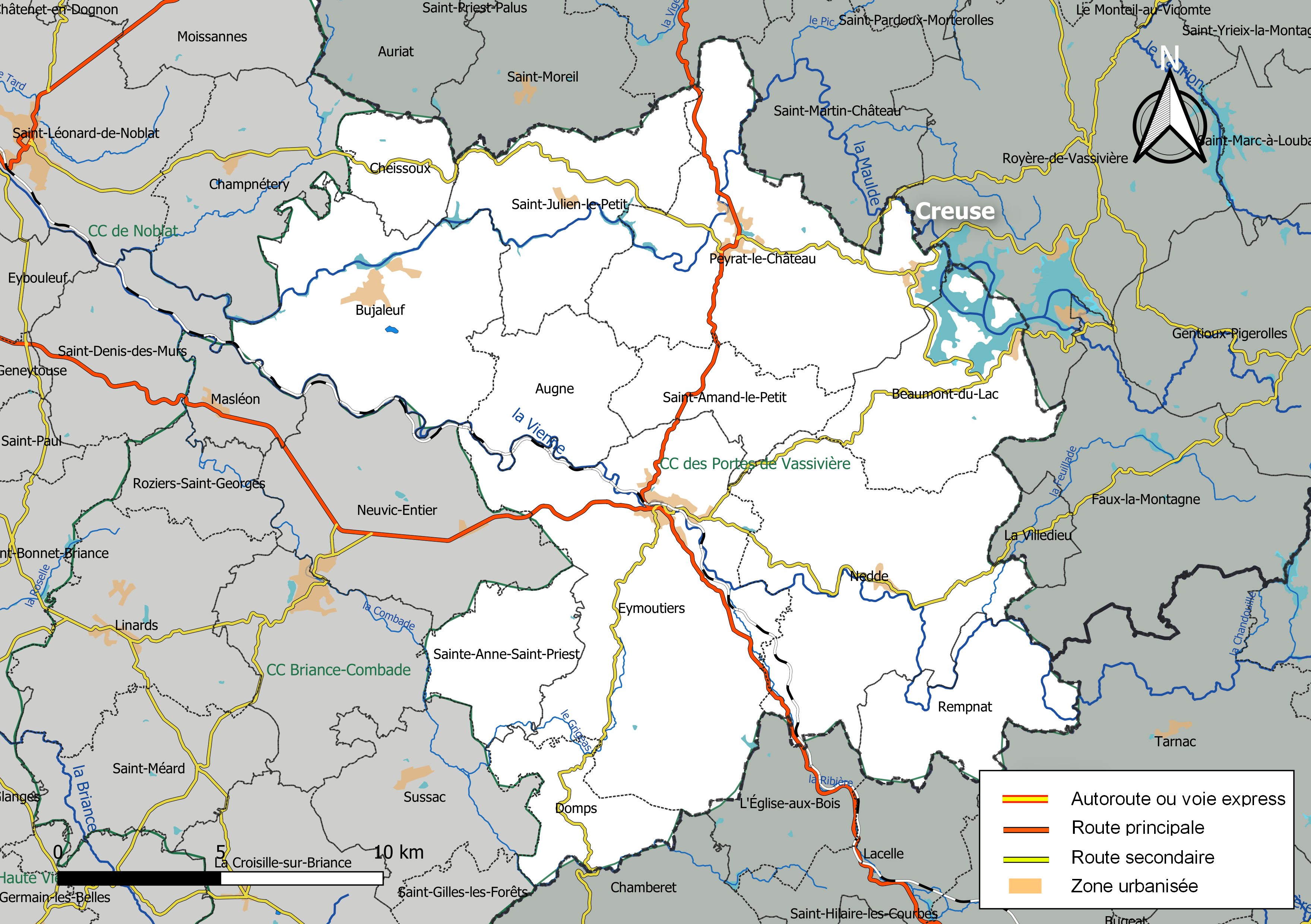
Carte de la communauté de communes des Portes de Vassivière au 1er janvier 2019.

### Composition

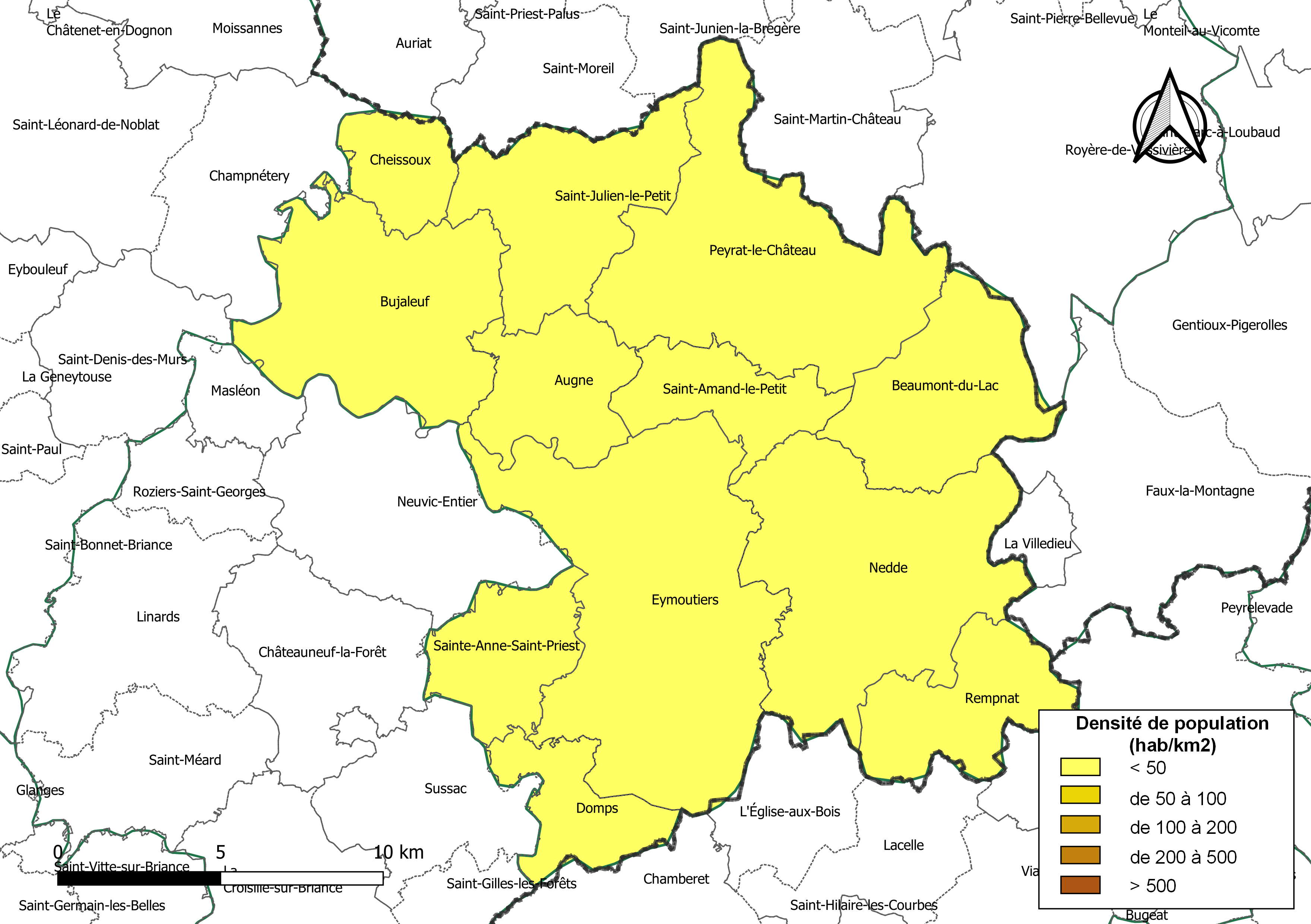
Carte des densités de population (millésimée 2016) des communes de la communauté de communes des Portes de Vassivière. Composition en communes au 1er janvier 2019.

La communauté de communes est composée des 12 communes suivantes :

| Nom                      | Code Insee | Gentilé       | Superficie (km2) | Population (dernière pop. légale) | Densité (hab./km2) |
| ------------------------ | ---------- | ------------- | ---------------- | --------------------------------- | ------------------ |
| Eymoutiers (siège)       | 87064      | Pelauds       | 70,22            | 2 067 (2022)                      | 29                 |
| Augne                    | 87004      | Augnards      | 17,59            | 124 (2022)                        | 7                  |
| Beaumont-du-Lac          | 87009      |               | 23,91            | 136 (2022)                        | 5,7                |
| Bujaleuf                 | 87024      |               | 41,17            | 873 (2022)                        | 21                 |
| Cheissoux                | 87043      | Cheissounauds | 10,21            | 223 (2022)                        | 22                 |
| Domps                    | 87058      | Dompsois      | 13,54            | 99 (2022)                         | 7,3                |
| Nedde                    | 87104      | Neddois       | 52,73            | 455 (2022)                        | 8,6                |
| Peyrat-le-Château        | 87117      |               | 52,96            | 1 028 (2022)                      | 19                 |
| Rempnat                  | 87123      |               | 20,91            | 145 (2022)                        | 6,9                |
| Saint-Amand-le-Petit     | 87132      |               | 15,31            | 112 (2022)                        | 7,3                |
| Saint-Julien-le-Petit    | 87153      |               | 29,13            | 296 (2022)                        | 10                 |
| Sainte-Anne-Saint-Priest | 87134      |               | 16,54            | 140 (2022)                        | 8,5                |

## Administration

### Siège
Le siège de la communauté de communes est à Eymoutiers, 5 rue de la Liberté.

### Conseil communautaire
Les 35 conseillers titulaires sont ainsi répartis selon le droit commun comme suit :
| Nombre de conseillers | Communes              |
| --------------------- | --------------------- |
| 12                    | Eymoutiers            |
| 6                     | Peyrat-le-Château     |
| 5                     | Bujaleuf              |
| 3                     | Nedde                 |
| 2                     | Saint-Julien-le-Petit |
| 1                     | Les autres communes   |

### Élus
La communauté de communes est administrée par son conseil communautaire constitué en 2020 de 35 conseillers communautaires, qui sont des conseillers municipaux représentant chacune des communes membres.
À la suite des élections municipales de 2020 dans la Haute-Vienne, le conseil communautaire du 13 juillet 2020 a élu sa présidente, Mélanie Plazanet, maire d'Eymoutiers, ainsi que ses 5 vice-présidents.
Le bureau est remanié le 30 mai 2024 à la suite de la démission de Mélanie Plazanet et de l'élection de Jean-Pierre Bosdevigie, ancien 2e vice-président et adjoint au maire de Peyrat-le-Château, et depuis cette date, la liste des vice-présidents est la suivante :
|     | Attributions                                             | Identité             | Qualité                               |
| --- | -------------------------------------------------------- | -------------------- | ------------------------------------- |
| 1er | Finances, fiscalité et économie                          | Philippe Simon       | Premier adjoint au maire d'Eymoutiers |
| 2e  | Action sociale, enfance et petite enfance                | Jean-Michel Bidaud   | Maire de Bujaleuf                     |
| 3e  | Gestion des déchets, eau, assainissement et SPANC        | Vincent Echasserieau | Maire de Cheissoux                    |
| 4e  | Tourisme, sports et loisirs                              | Thierry Muzette      | Maire de Sainte-Anne-Saint-Priest     |
| 5e  | Environnement, habitat, travaux et sentiers de randonnée | Mélanie Plazanet     | Maire d'Eymoutiers                    |

Ensemble, ils forment le bureau communautaire pour la période 2020-2026.

### Liste des présidents
| Période                                  | Période      | Identité               | Étiquette | Qualité                                                                            |
| ---------------------------------------- | ------------ | ---------------------- | --------- | ---------------------------------------------------------------------------------- |
| Les données manquantes sont à compléter. |              |                        |           |                                                                                    |
| ?                                        | juillet 2020 | Daniel Perducat        | PS        | Maire d'Eymoutiers (1989 → 2019)                                                   |
| juillet 2020                             | mai 2024     | Mélanie Plazanet       | DVG       | Maire d'Eymoutiers (2019 → ) Conseillère régionale de Nouvelle-Aquitaine (2021 → ) |
| mai 2024                                 | En cours     | Jean-Pierre Bosdevigie | DVG       | Adjoint au maire de Peyrat-le-Château                                              |